# ブレイン・ドリル
ブレイン・ドリル (Brain Drill)は、2005年にアメリカ合衆国、カリフォルニア州、ベン・レモンドで結成された、テクニカルデスメタルバンド。その強烈な音楽性は、世界的なデスメタルバンド「CANNIBAL CORPSE」のベーシスト「Alex Webster」からインタビューにおいて「pretty fucking sick」と評された。

## 沿革
2005年の夏、バンド「Burn at the Stake」のギタリスト「Dylan Ruskin」が脱退後に起こしたサイドプロジェクトとして結成。

バンド「Vital Remains」、「Vile」、「Numa」などのテクニカル/ブルータルデスメタルバンドの元ドラマーであった「Marco Pitruzzella」が加入。初めてMarcoとセッションした時そのテクニックの高さから、すぐにバンドに入ることになった。その数ヶ月後、「Steve Rathjen」がボーカルとして加入。
2006年3月、カリフォルニア州・オークランドにある「Castle Ultimate Studio」に入りプロデューサーに「Zach Ohren」を迎え、6曲入りのデモ「The Parasites」を製作。全てのドラムパートは、Marcoによって1テイクで完了した。編集・やり直しは一切無く、またコンピューターやメトロノームも使用せずたったの2時間という短期間でレコーディングを終わらせた。その翌日、Dylanによってギターとベースのレコーディングが行われる。

同年5月9日、Steveがスタジオ入りしボーカルのレコーディングを行う。彼は4日間で曲を全て覚え、3時間でレコーディングを終わらせた。しかし音楽性の違いによりその後すぐに脱退、バンド「DEAD SYNDICATE」のボーカル「Andre Cornejo」を新メンバーとして迎える。

同年の冬に「Jeff Hughell」がベーシストとして加入。
2007年の夏、音楽性の違いによりAndreがSteveとボーカルを交代する。
2008年2月5日、1stアルバム『Apocalyptic Feasting』をリリース。

同年の冬、MarcoとJeffが脱退。その5ヶ月後、新しいドラマーとして「Joe Bondra」が加入。バンドの曲をプレイした当日、すぐに新メンバーとなる。更にその数ヵ月後の夏、新たなベーシストとして「Ivan Munguia」が加入。
2009年夏、ドラマーのJoeが脱退しその後すぐに「Ron Casey」が加入。
2010年、2ndアルバム『Quantum Catastrophe』をリリース。

## 音楽的特長
スネアドラムのリムを利用した片手でのロールであるグラヴィティ奏法による「グラヴィティ・ブラスト(Gravity Blast)」に、スウィープを多用する高速のギターと7弦ベースが混じった、テクニカルで独特な音楽が特徴である。
また、基本的にキャッチーなメロディは少ないものの、ギターソロに叙情的な旋律を取り込むなどその音楽性は非常に特異である。
ボーカルは高低の差が大きい2種類のデスボイスを使っているが、バンドが演奏を前に押し出しているためにインストのパートが多い。

## メンバー
脱退したPitruzzellaとHughellは現在ユニットを結成しており、近々5曲が収録されたEPをリリースする予定である。収録曲の一部がYoutubeなどの動画サイトでアップロードされた(おそらく自作の)プロモーションビデオで聴くことができる。

### 現在のメンバー
- Dylan Ruskin(Gu)(2005年–2019年)、(Ba)(2005年–2006年、2016年–2019年)

身長が高く、非常に筋肉質な体格である。
- Alex Bent(Dr)(2015年–2019年)

トリヴィアムやドラゴンロードのドラマー。
- Travis Morgan(Vo)(2016年–2019年)

### 過去のメンバー
- Marco Pitruzzella(Dr)(2005年–2008年)

「大人しげな表情にメガネ」という容貌とは裏腹に、安定感のあるブラストビートや高速のタム回しなどをはじめアグレッシブなドラミングをこなしている。Myspaceにおける彼の個人ページでは、息子がいることを明かした。
- Steve Rathjen(Vo)(2005年–2006年、2006年–2016年)
- Andre Cornejo(Vo)(2006年)

Steveがバンドを離れていた間のサポートとして活動。
- Jeff Hughell(Ba)(2006年–2008年)

丸刈りの頭に長い顎鬚が特徴的である。
- Ivan Munguia(Ba)(2008年–2016年)
- Joe Bondra(Dr)(2008年–2009年)

バンド加入以前は「Lethean」、「Irakanji」という名前で活動していた。
- Ron Casey(Dr)(2009年–2015年)

## ディスコグラフィー

### デモ
- 2006年　The Parasites

1. Consumed by the Dead
2. Parasites
3. Swine Slaughter
4. Forcefed Human Shit
5. Depths of Darkness
6. Revelation

### アルバム
- 2008年　Apocalyptic Feasting

1. Gorification
2. Parasites
3. Apocalyptic Feasting
4. Swine Slaughter
5. Forcefed Human Shit
6. Consumed by the Dead
7. Revelation
8. Bury the Living
9. Depths of Darkness
10. Sadistic Abductive
- 2010年　Quantum Catastrophe

1. Obliteration Untold
2. Beyond Bludgeoned
3. Awaiting Imminent Destruction
4. Nemesis of Neglect
5. Entity of Extinction
6. Mercy to None
7. Monumental Failure
8. Quantum Catastrophe